# Stellwerk Tannenbergstraße

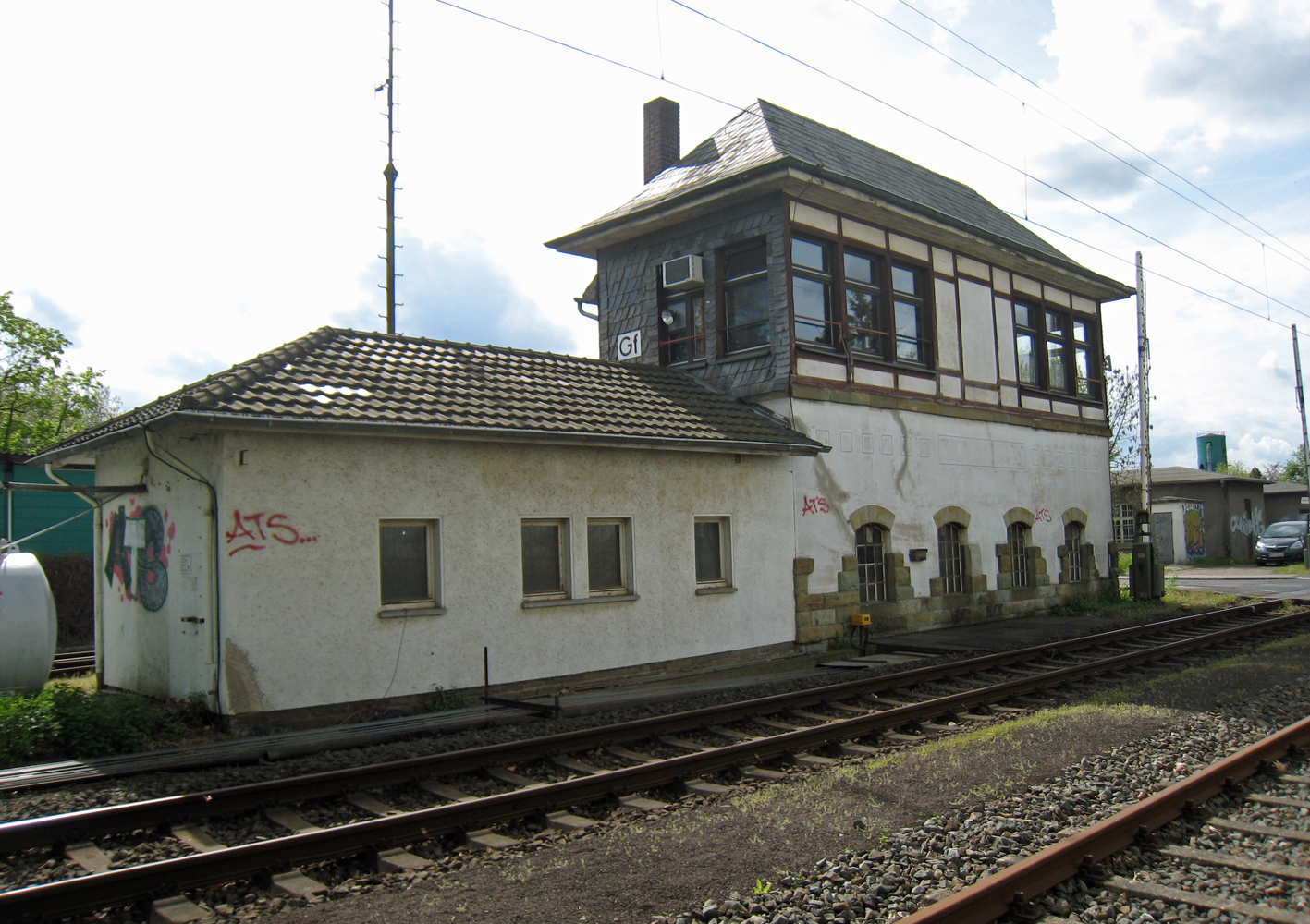
Stellwerk Tannenbergstraße Nordseite

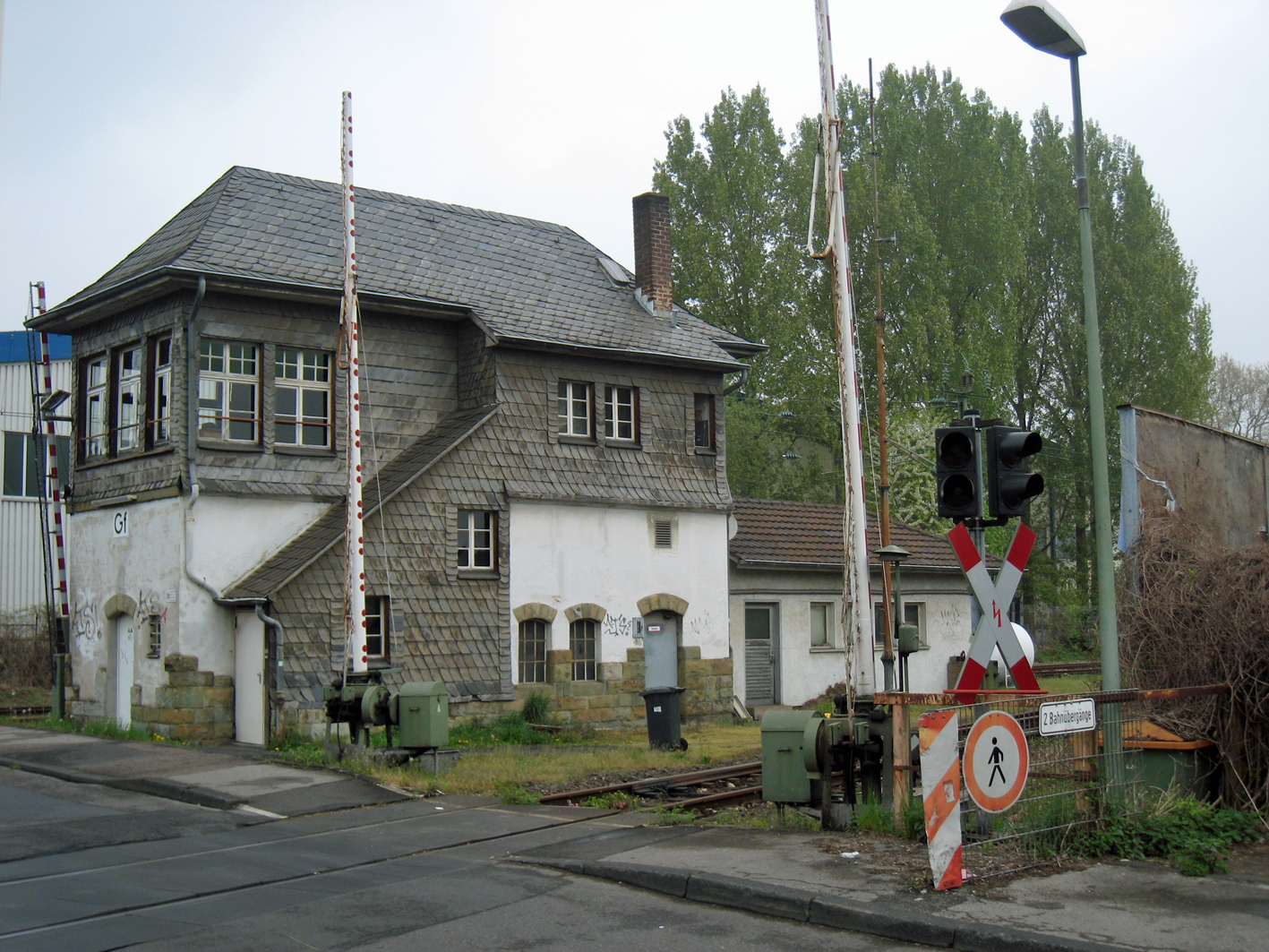
Stellwerk Tannenbergstraße Südseite

Das Stellwerk Tannenbergstraße ist ein mechanisches Stellwerk im Wohnplatz Stadtmitte von Bergisch Gladbach. Es regelt den Verkehr am Übergang der S 11 vom Bahnhof Bergisch Gladbach in Richtung Köln an der Tannenbergstraße.

## Geschichte
Nach der Eröffnung des Eisenbahn-Streckenabschnitts von Mülheim a. Rh. nach Bergisch Gladbach im Jahr 1868 durch die Bergisch-Märkische Eisenbahn-Gesellschaft siedelten sich in der Umgebung des Bahnhofs verschiedene metallverarbeitende und keramische Betriebe sowie Unternehmen der Baustoff- und Papierindustrie an. Das erforderte 1894 einen direkten Straßenanschluss zur späteren Hauptstraße. So entstand die heutige Tannenbergstraße mit dem Eisenbahnübergang, die bis um 1930 den Namen Gasstraße trug. Bis zum Jahr 1910 hatte der Fuhrbetrieb so zugenommen, dass eine Sicherung des Bahnübergangs unabdingbar wurde. In der Folge errichtete man 1911 das heute noch erhaltene Stellwerk an der Tannenbergstraße als eines von dreien im sogenannten Gleisdreieck zur Bedienung des Bahnhofgeländes und eines Teils der zugehörigen Gleisstrecken. Es ist ein im Erdgeschoss verputzter Massivbau, dessen Obergeschoss in Fachwerkbauweise errichtet wurde. Die West-, Süd- und Ostseiten sind wie das Walmdach und das Treppenhaus mit laufparallelem Pultdach verschiefert.

## Beschreibung
Das Stellwerk Tannenbergstraße mit der Bezeichnung „Stellwerk Gf“ (G für Gladbach, f für Fahrdienstleiter) ist ein schmaler, im Grundriss längsrechteckigen Bau. Vom Stellwerk aus gesteuert werden noch heute die zweifache Schrankenanlage am Bahnübergang Tannenbergstraße sowie die Weichen und Signale für das nordöstlich anschließende Bahnhofsgelände mit S-Bahnverkehr und bis zu dessen Einstellung dem Werksverkehr der Papierfabrik Zanders. Der umfangreichste Teil der Betriebstechnik stammt aus der Bauzeit von 1911. Dabei dominiert die im Stellwerksraum in Längsachse angeordnete Hebelbank von Scheidt & Bachmann. Immer noch werden von Hand die Weichen- und Signalhebel betätigt. Die Weichen haben blaue Hebel und die Signale rote Hebel. Einzelne Funktionen wurden später elektrisch umgerüstet. Die wesentliche Funktion der Weichen- und Signalsteuerung erfolgt jedoch bis heute noch von Hand mit der seit 1911 fast unverändert in Betrieb befindlichen Technik.

## Baudenkmal
Auf Grund der am 11. November 2013 vom Ministerium für Bauen, Wohnen,
Stadtentwicklung und Verkehr des Landes Nordrhein-Westfalen ausgesprochenen Weisung hat der Planungsausschuss der Stadt Bergisch Gladbach am 1. April 2014 entschieden, das Stellwerk Tannenbergstraße unter Nr. 172 in die Liste der Baudenkmäler in Bergisch Gladbach aufzunehmen.